# Koba Szalamberidze
Koba Szalamberidze (gruz. კობა შალამბერიძე, ur. 15 października 1984 w Kutaisi) – gruziński piłkarz, występujący na pozycji pomocnika.

## Kariera klubowa
W latach 2001–2005 grał w rezerwach Dinamo Tbilisi. W 2004 roku trafił na wypożyczenie do Spartaki Tbilisi. Następnie występował w Torpedo Kutaisi, później ponownie Spartaki Tbilisi, dalej Meszakre Agara i Dinamo Batumi. Cały sezon 2007/08 spędził w Ameri Tbilisi, po czym na pół roku trafił do Spartaki Cchinwali i Sioni Bolnisi. Następnie na pół roku wrócił do Spartaki Cchinwali skąd w 2010 roku przeprowadził się do grającej w Ekstraklasie Odry Wodzisław Śląski. Zadebiutował 20 kwietnia 2010 w przegranym 2:3 meczu z Ruchem Chorzów. Sezon 2009/10 zakończył się spadkiem Odry z ekstraklasy, tracąc zaledwie jeden punkt do utrzymania. Szalamberidze pozostał w pierwszoligowej Odrze na pół sezonu. Zagrał w 12 meczach I ligi.
Po relegacji Odry Szalamberidze wrócił na chwilę do Gruzji. Tam zagrał pół sezonu w Sioni Bolnisi i pół sezonu w Spartaki Cchinwali. Ponownie wrócił na rok do I ligi w Polsce, tym razem do Floty Świnoujście. Na początku 2013 roku porócił do kraju i został zawodnikiem Gurii Lanczchuti. Następnie pół sezonu spędził na wypożyczeniu w Dili Gori. Na kolejny rok przeprowadził się do Sioni Bolnisi. W ostatnich latach występował także w Szukurze Kobuleti, FC Cchinwali oraz FC Gagra. W lutym 2020 roku ponownie został piłkarzem Odry Wodzisław Śląski, występującej na piątym szczeblu rozgrywkowym. Pod koniec tegoż roku opuścił zespół.

## Sukcesy
Ameri Tbilisi
- Superpuchar Gruzji: 2007